# Interstellär ark
En interstellär ark eller rymdark är en ännu bara teoretisk rymdfarkost, tänkt att användas för bland annat interstellära resor. En sådan farkost skulle vara avsedd till att människan skulle kunna lämna Jorden vid händelse av världsomspännande katastrof. Fenomenet är vanligt i science fiction.

### Fotnoter
1. ↑  ”Stars in their eyes: architects and scientists mull designs for ark in space” (på engelska). The Guardian. 22 maj 2014. http://www.theguardian.com/science/2014/may/22/stars-in-their-eyes-architects-scientists-ponder-designs-ark-space. Läst 14 september 2014.